# Teresa Riott
Teresa Riott (Barcelona, 13 de mayo de 1990) es una actriz española de cine y televisión, conocida por interpretar a Nerea en la serie de Netflix Valeria.

## Biografía
Se formó artísticamente en el Estudio Juan Carlos Corazza. Comenzó en el mundo de la interpretación en el año 2013 con la película Barcelona, noche de verano de Dani de la Orden. A partir de ese momento participó en algunas ficciones españolas a modo de personaje episódico como en Centro médico, La que se avecina o Cuéntame cómo pasó.
A mediados de 2019 se anunció su fichaje como una de las protagonistas de la serie de Netflix Valeria, interpretando a Nerea. En 2021 protagonizó la segunda temporada de la serie. En verano de 2021 se conoció su incorporación para la serie de Movistar+ El inmortal, donde interpreta a La Rubia.

## Filmografía

### Cine
| Año  | Título                     | Rol          | Director         |
| ---- | -------------------------- | ------------ | ---------------- |
| 2013 | Barcelona, noche de verano | Germana Sara | Dani de la Orden |

### Televisión
| Año                     | Título             | Rol           | Canal          | Notas                          |
| ----------------------- | ------------------ | ------------- | -------------- | ------------------------------ |
| 2016                    | Centro médico      | Laura         | TVE            | 1 episodio                     |
| 2016                    | La que se avecina  | Dueña perrera | Telecinco      | 1 episodio                     |
| 2020                    | Cuéntame cómo pasó | Lady Di       | TVE            | 1 episodio                     |
| 2020                    | Por H o por B      | Chica Selfie  | HBO España     | 1 episodio                     |
| 2020 - 2021; 2023; 2025 | Valeria            | Nerea Bernal  | Netflix        | Elenco principal; 30 episodios |
| 2022 - actualidad       | El inmortal        | La Rubia      | Movistar Plus+ | Elenco principal; 8 episodios  |